# Fehérvár Football Club
Il Fehérvár Football Club, anche noto come Videoton e MOL Vidi per ragioni di sponsorizzazione, è una società calcistica con sede a Székesfehérvár, in Ungheria. Nella stagione 2025-2026 militerà nella Nemzeti Bajnokság II, la seconda serie del campionato ungherese. 
I colori sociali sono il blu e il rosso. La squadra disputa le partite casalinghe nel Sóstói Stadion dal 1967. Fondato nel 1941 con il nome di Székesfehérvári Vadásztölténygyár SK (VSK), nella sua storia ha subito vari cambi di denominazione. Vanta la vittoria di 3 campionati di massima serie (il primo dei quali nel 2010-2011), 2 Coppe d'Ungheria, 3 Coppe di Lega e 3 edizioni della Supercoppa d'Ungheria, di cui una con la denominazione FC Fehérvar.
A livello internazionale, invece, il maggior risultato è stato il raggiungimento della finale della Coppa UEFA 1984-1985, persa contro il Real Madrid, ma onorata con la vittoria per 1-0 al Santiago Bernabéu, dopo la sconfitta casalinga per 3-0. Questa è, a oggi, l'ultima finale disputata da un club ungherese nelle coppe europee. Il periodo di maggiore successo della compagine magiara risale alla metà degli anni '80, sotto la guida dell'allenatore Ferenc Kovács. Nel 2012-2013 ha esordito nella fase a gironi dell'Europa League.

## Storia
Il club viene fondato nel 1941 con il nome Székesfehérvári Vadásztölténygyár SK (VSK) dall'industria di proiettili da caccia Székesfehérvári Vadásztölténygyár, tanto che nei primi anni i giocatori erano operai della fabbrica. Qualche anno dopo, nel 1948, il club viene diviso in tre squadre: una partecipa all'NB III, la terza divisione nazionale, una nel massimo campionato regionale di Fejér, e la terza nella seconda divisione dello stesso campionato. Nel 1956 le tre squadre si riuniscono, e nello stesso anno, dopo la vittoria del campionato di Fejér e del trofeo riservato ai vincitori dei vari campionati regionali, il club viene promosso nella seconda divisione nazionale per la prima volta nella storia. In questo campionato, nel 1961/62, sfiora la promozione in prima divisione, promozione che arriva invece nel 1967, grazie al secondo posto in campionato, e nello stesso anno viene inaugurato il Sóstói Stadion. Nel 1968 il club cambia nome, diventando Videoton SC, grazie al nuovo sponsor Videoton, industria di materiale elettronico. Al termine della stagione la squadra però retrocede, ma dopo un anno torna prontamente in massima divisione.
Nella prima parte degli anni settanta il Videoton consolida la propria presenza nel massimo campionato, arrivando a classificarsi quarto al termine della stagione 1973-1974. Grazie a questo piazzamento accede per la prima volta alle competizioni europee, partecipando alla Coppa UEFA 1974-1975, dove viene però eliminato al primo turno dal Napoli. La squadra diventa vicecampione nella stagione 1975-1976, e nella successiva stagione partecipa per la seconda volta alla Coppa UEFA raggiungendo gli ottavi, dove viene eliminato dal Magdeburgo.
Gli anni ottanta iniziano con due quarti posti in campionato, e nel 1982 il Videoton raggiunge per la prima volta la finale della Coppa d'Ungheria: è l'inizio di uno dei migliori periodi della storia del club. Nella stagione 1983-1984 arriva il terzo posto in campionato, a pari punti con il Győri ETO, e a soli tre punti dal vertice. A questo segue una memorabile partecipazione alla Coppa UEFA: il Videoton elimina in successione il Dukla Praga, il Paris Saint Germain, il Partizan Belgrado, il Manchester United ai tiri di rigore, e lo Željezničar, vincendo tutti gli incontri casalinghi. Accede quindi alla finale, dove incontra il Real Madrid; perde l'andata in casa per 0-3, ma riesce a vincere il ritorno al Santiago Bernabéu per 1-0, consegnando però il trofeo agli spagnoli. In patria raccoglie invece un altro terzo posto, ma la successiva avventura in Coppa UEFA finisce al secondo turno, dove i magiari vengono eliminati dal Legia Varsavia. Nel campionato 1988-1989 conquista un altro quarto posto.
Negli anni novanta la squadra finisce al massimo a metà della graduatoria. Nella seconda parte del decennio disputa per tre volte lo spareggio con la seconda classificata della divisione inferiore e si salva sempre, ma la retrocessione avviene in maniera diretta al termine della stagione 1998-1999. Guadagna subito la promozione in prima divisione, e nel 2001 raggiunge la finale di Coppa, che perde contro il Debrecen. Questo risultato permette comunque alla squadra di tornare in Europa, seppure in Coppa Intertoto, ma l'avventura termina al primo turno, eliminato dai bulgari del Marek Dupnica.
Nel 2005 diventa FC Fehérvar, e l'anno dopo arriva il primo trofeo della sua storia, la Coppa d'Ungheria, conquistata a Budapest superando il Vasas: la partita termina 2-2, e il Videoton prevale 6-5 ai tiri di rigore. Nel 2008 vince la prima edizione della Coppa di Lega, battendo in una finale doppia il Debrecen, con un 1-0 in casa e un 2-0 in trasferta. Il successo viene bissato l'anno successivo, questa volta in finale unica, sconfiggendo per 3-1 il Pécs. La terza vittoria del trofeo arriverà il 18 aprile 2012 battendo in finale il Kecskemét per 3-0.
Dopo aver riacquistato la denominazione originale all'inizio della stagione 2009-2010, a maggio 2011 il Videoton si laurea per la prima volta nella sua storia campione di Ungheria. Nella UEFA Champions League 2011-2012 viene eliminato al secondo turno preliminare dallo Sturm Graz, non riuscendo quindi a partecipare all'Europa League. Alla stessa competizione partecipa invece nella stagione 2012-2013, dopo il secondo posto in campionato: il Videoton elimina prima gli slovacchi dello Slovan Bratislava, poi i belgi del Gent. Infine, dopo un doppio 0-0, sconfigge ai playoff i turchi del Trabzonspor ai rigori, qualificandosi così per la fase a gruppi. Qui viene poi inserito in un girone con Genk, Basilea e Sporting Lisbona, dove viene eliminato, dopo due vittorie e quattro sconfitte.
Nella stagione 2014-2015 il Videoton conquista il suo secondo titolo nazionale, relegando a 7 punti di distanza i pluricampioni del Ferencvaros. Dopo altri due secondi posti nei due campionati successivi, nel 2017-2018 il Videoton vince il terzo titolo della propria storia, con due punti di vantaggio sul solito Ferencvaros. Al termine della stagione il club assume la denominazione di MOL Vidi, per riflettere la sponsorizzazione da parte dell'azienda petrolifera statale MOL. Si qualifica per i preliminari di UEFA Champions League 2018-2019 dove compie un cammino quasi perfetto: elimina prima il sorprendente club lussemburghese del Dudelange, poi a sorpresa i bulgari del Ludogorets e infine gli svedesi del Malmö. All’ultimo playoff, però, l’AEK Atene mette il bastone tra le ruote degli ungheresi eliminandoli dalla competizione (da notare che il MOL Vidi, in questo cammino europeo, non ha mai vinto entrambe le partite delle doppie sfide tra andata e ritorno). La squadra viene inserita quindi nella fase a gironi di UEFA Europa League 2018-2019, dove viene inserita con Chelsea, PAOK e Bate Borisov. Nonostante gli ungheresi siano stati gli unici a racimolare punti contro i londinesi (2-2 all’ultima giornata del girone), il MOL Vidi conclude al terzo posto con 7 punti. Nel 2023, alla scadenza del contratto con la MOL, la società rimuove il nome dello sponsor dalla denominazione.

## Cronologia del nome
- 1941 Vadásztölténygyári SK
- 1942–1944 Székesfehérvári MOVE Vadásztölténygyár Sport és Kultur Egyesület
- 1944–1948 Székesfehérvári SE
- 1948–1950 Székesfehérvári Dolgozók SE
- 1950–1962 Székesfehérvári Vasas SK
- 1962–1968 Székesfehérvári VT Vasas
- 1968–1990 Videoton Sport Club
- 1990–1992 Videoton-Waltham SC
- 1992–1993 Videoton-Waltham FC
- 1993–1995 Parmalat FC
- 1995–1996 Fehérvár-Parmalat FC
- 1996 Fehérvár '96 FC
- 1996–1997 Videoton FC Fehérvár
- 1997–2005 Videoton FC
- 2005–2009 FC Fehérvár
- 2009–2018 Videoton FC
- 2018-2019 MOL Vidi FC
- 2019-2023 MOL Fehérvár FC
- 2023- Fehérvár FC[3][1]

### Sponsor
Di seguito la cronologia di fornitori tecnici e sponsor del Fehérvár.
- 1976-1992 Adidas
- 1992-1995 Umbro
- 1995-1996 Hummel
- 1996-2000 Uhlsport
- 2000-2001 non conosciuto
- 2001-2006 Diadora
- 2006-2007 Puma
- 2007-2008 Hummel
- 2008-2015 Nike
- 2015- Adidas

## Strutture

### Stadio

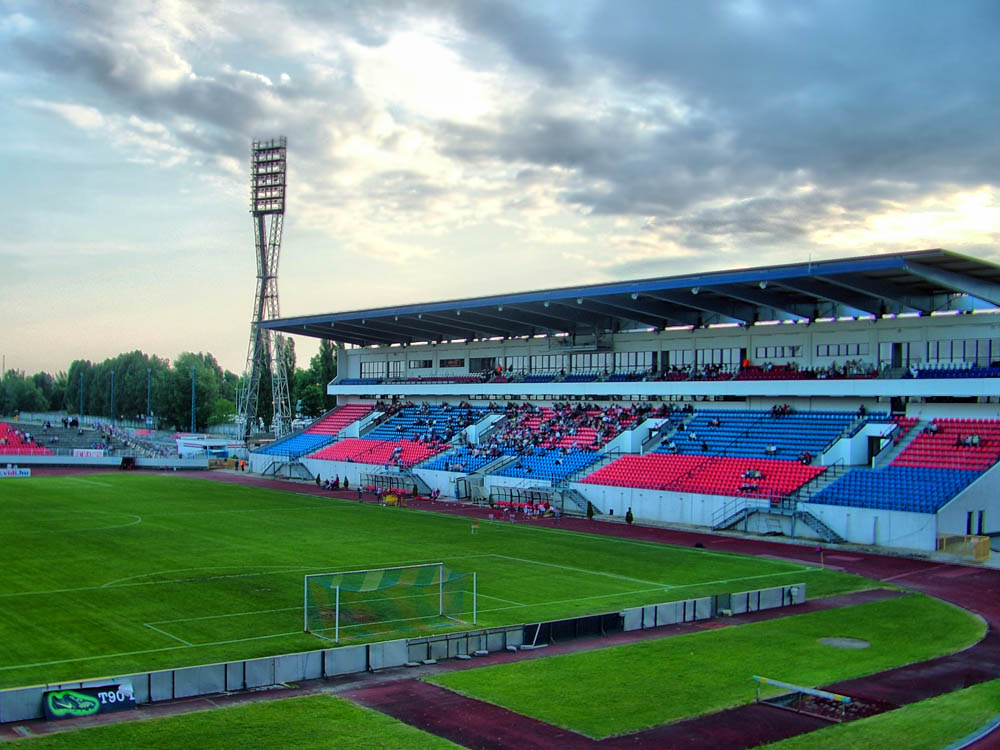
Il Sóstói Stadion

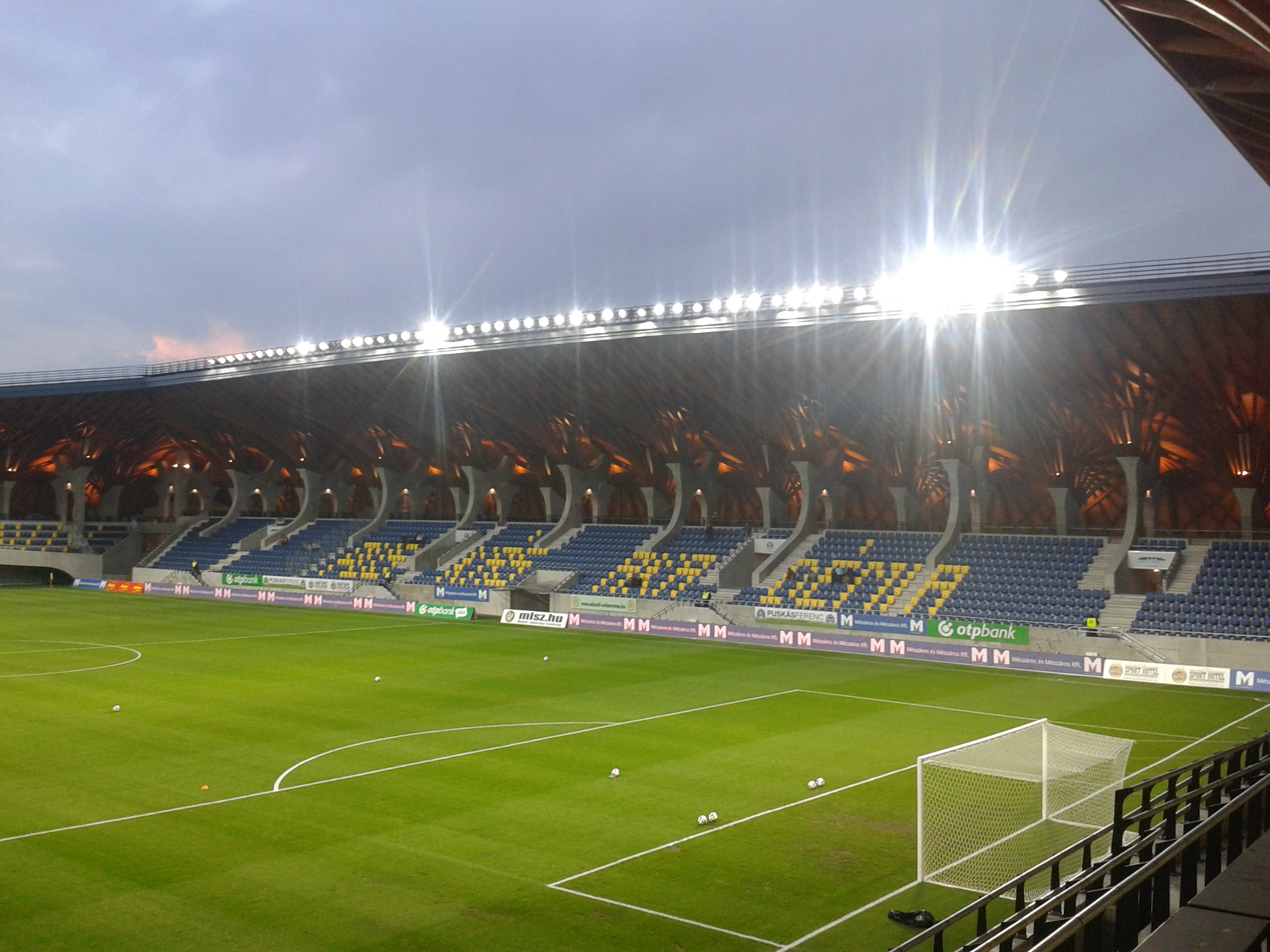
La Pancho Aréna

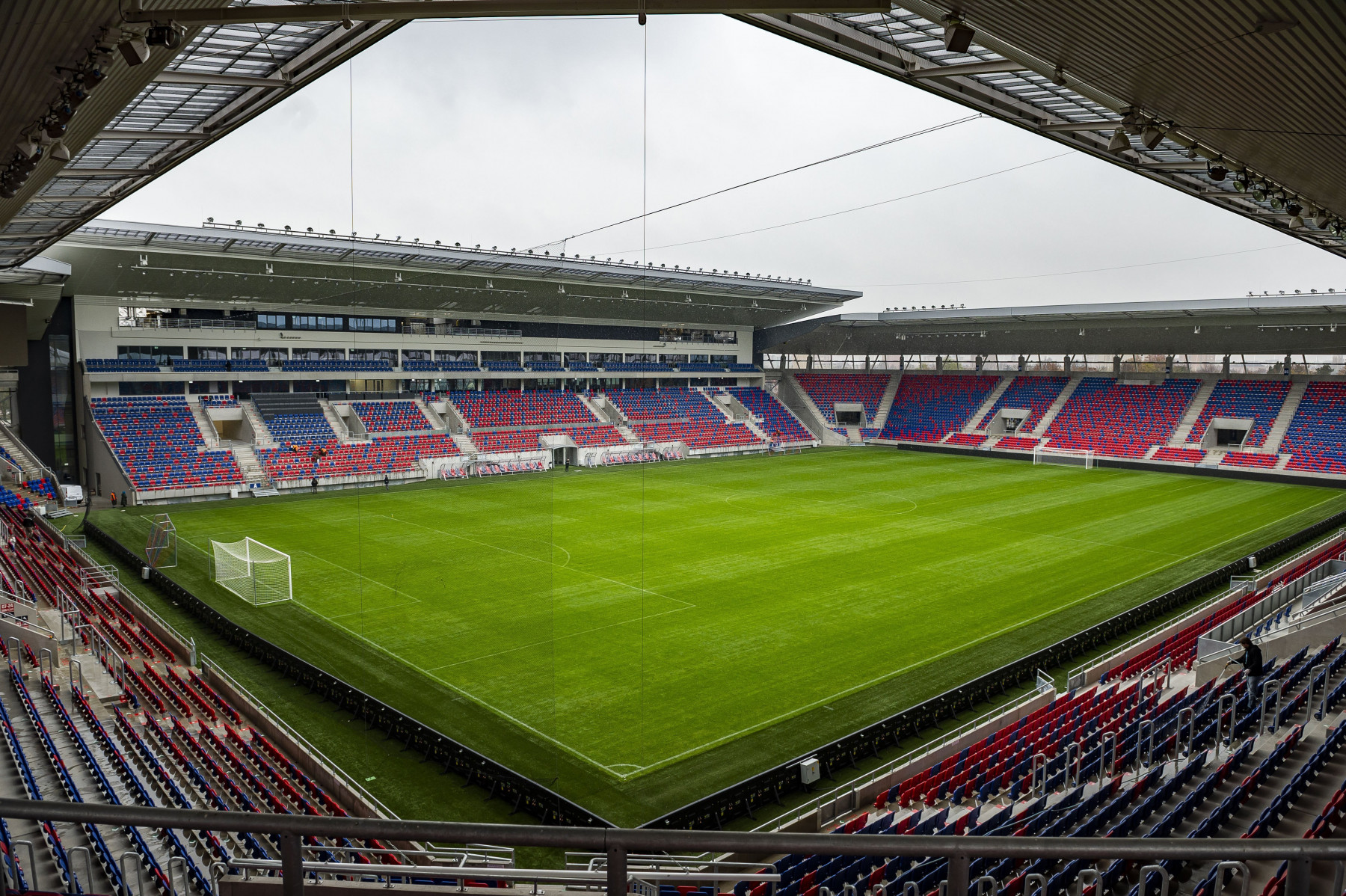
La MOL Aréna Sóstó

Nel 1967, il primo impianto sportivo utilizzato dal Fehérvár, ai tempi conosciuto con il nome di Vadásztölténygyári, è stato il Sóstói Stadion, un impianto sportivo polivalente della città di Székesfehérvár. Su questo campo, l'8 maggio 1985 il Videoton FC venne sconfitto dal Real Madrid con un netto 3-0 nell'andata della finale di Coppa UEFA 1984-1985. Il Sóstói Stadion ospitò le partite casalinghe dei rossoblù fino al 2015, anno in cui venne chiuso per iniziare la demolizione conclusasi nel 2016.
Durante i lavori di costruzione del nuovo stadio, dal dicembre 2015 fino al novembre 2018, la squadra traslocò alla Pancho Aréna di Felcsút, in coabitazione con il Puskás Akadémia, disputandovi le partite di campionato e di UEFA Europa League nella stagione 2016-2017.
Il 21 novembre 2018, in occasione dell'incontro valevole per la 6ª giornata della Nemzeti Bajnokság I 2018-2019, vinto 1-0 dal MOL Vidi sull'Újpest, viene inaugurata la MOL Aréna Salt Lake: nata sulle ceneri del Sóstói Stadion, l'impianto ha una capienza di 14.201 posti ed assume la denominazione di MOL Aréna Sóstó proprio nel giorno dell'inaugurazione, dopo la vendita dei diritti sul nome dell'impianto. Il gol vittoria della partita inaugurale viene messo a segno da Roland Juhász.
Nel 2021 la MOL Aréna Sóstó è stata uno degli stadi che ha ospitato le partite del Campionato europeo di calcio Under-21 2021 svoltosi tra Ungheria e Slovenia.

## Allenatori
- 1941-1957:  ...
- 1957-1958:  András Turay
- 1958-1961:  ...
- 1961-1963:  Ede Moór
- 1964-1966:  ...
- 1967-1968:  Béla Kárpáti
- 1968:  Lajos Németh
- 1969:  András Turay
- 1970-1971:  Imre Kovács
- 1971-1972:  Géza Kalocsay
- 1972-1977:  Ferenc Kovács
- 1977-1980:  Mihály Lantos
- 1980-1981:  József Verebes
- 1981-1982:  Antal Szentmihályi
- 1982-1983:  Ferenc Molnár
- 1983-1986:  Ferenc Kovács
- 1986-1987:  József Tajti
- 1987-1988:  Ferenc Kovács
- 1988-1989:  Gábor Kaszás
- 1989-1990:  Gábor Kaszás (lug.-feb.)
 György Mezey (feb.-gen.)
- 1990-1992:  Győző Burcsa
- 1992-1993:  Gábor Hartyáni
- 1993-1994:  Gábor Hartyáni (lug.-apr.)
 László Kiss (apr.-gen.)
- 1994-1995:  Emerich Jenei (lug.-ott.)
 Károly Szabó (ott.-giu.)
- 1995-1996:  Károly Szabó (lug.-ott.)
 Ferenc Csongrádi (ott.-giu.)
- 1996-1997:  Slobodan Kustudić (lug.-mar.)
 László Disztl (mar.-giu.)
- 1997-1998:  László Disztl (lug.-set.)
 József Szabó (ott.) (ad interim)
 László Disztl (ott.-dic.)
 Attila Vágó (gen.-mar.)
 Ferenc Csongrádi (mar.-giu.)
- 1998-1999:  Ferenc Csongrádi (lug.-ott.)
 József Verebes (ott.-giu.)
- 1999-2000:  János Csank
- 2000-2001:  Ferenc Csongrádi (lug.-apr.)
 Péter Várhidi (apr.-giu.)
- 2001-2002:  Péter Várhidi
- 2002-2003:  Péter Várhidi (lug.-dic.)
 Bertalan Bicskei (gen.-giu.)
- 2003-2004:  János Csank
- 2004-2006:  Aurél Csertői
- 2006-2007:  Aurél Csertői (lug.-ott.)
 Zoltán Németh (ott.) (ad interim)
 Marijan Vlak (dic.-lug.)
- 2007-2008:  Marijan Vlak (lug.-dic.)
 László Disztl (gen.-lug.)
- 2008-2009:  László Disztl (lug.-ago.)
 István Varga (ago.-giu.)
- 2009-2011:  György Mezey
- 2011-2012:  Paulo Sousa
- 2012-2013:  Paulo Sousa (lug.-gen.)
 José Gomes (gen.-giu.)
- 2013-2014:  José Gomes
- 2014-2015:  Joan Carrillo
- 2015-2016:  Bernard Casoni (lug.-ago.)
 Tamás Pető (ago.-ott.) (ad interim)
 Ferenc Horváth (ott.-giu.)
- 2016-2017:  Henning Berg
- 2017-2019:  Marko Nikolić
- 2019-2020:  Marko Nikolić (lug.-nov.)
 Joan Carrillo (nov.-giu.)
- 2020-2021:  Gábor Márton (lug.-feb.)
 Tamás Szalai (feb.-apr.) (ad interim)
 Imre Szabics (apr.-giu.)
- 2021-2022:  Imre Szabics (lug.-feb.)
 Michael Boris (feb.-giu.)
- 2022-2023:  Michael Boris (lug.-ott.)
 Szabolcs Huszti (ott.-mar)
 Bartosz Grzelak (mar.-giu.)
- 2023-2023:  Bartosz Grzelak

## Palmarès

### Competizioni nazionali
- Campionato ungherese: 3

2010-2011, 2014-2015, 2017-2018
- Coppa d'Ungheria: 2

2005-2006, 2018-2019
- Supercoppa d'Ungheria: 2

2011, 2012
- Coppa di Lega ungherese: 3  (record)

2007-2008, 2008-2009, 2011-2012
- Nemzeti Bajnokság II: 2

1969, 1999-2000

### Competizioni internazionali
- Coppa Intertoto: 2

1983, 1984

### Altri piazzamenti
- Campionato ungherese:

Secondo posto: 1975-1976, 2009-2010, 2011-2012, 2012-2013, 2015-2016, 2016-2017, 2018-2019, 2019-2020
Terzo posto: 1983-1984, 1984-1985, 2005-2006, 2020-2021
- Coppa d'Ungheria:

Finalista: 1981-1982, 2000-2001, 2010-2011, 2014-2015, 2020-2021
Semifinalista: 1972-1973, 2011-2012, 2012-2013, 2019-2020
- Coppa di Lega ungherese:

Finalista: 2012-2013, 2013-2014
- Supercoppa d'Ungheria:

Finalista: 2006, 2010, 2015
- Coppa UEFA:

Finalista: 1984-1985

## Statistiche e record

### Statistiche nelle competizioni UEFA
Tabella aggiornata alla stagione 2024-2025.
| Competizione                  | Partecipazioni | G  | V  | N  | P  | RF | RS |
| ----------------------------- | -------------- | -- | -- | -- | -- | -- | -- |
| UEFA Champions League         | 3              | 14 | 4  | 7  | 3  | 13 | 13 |
| Coppa UEFA/UEFA Europa League | 16             | 78 | 29 | 18 | 31 | 85 | 89 |
| UEFA Conference League        | 3              | 12 | 5  | 2  | 5  | 17 | 15 |
| Coppa Intertoto               | 1              | 2  | 0  | 1  | 1  | 4  | 5  |

## Organico

### Rosa 2023-2024
Rosa aggiornata al 31 marzo 2024.
| N. |                                 | Ruolo | Calciatore         |
| -- | ------------------------------- | ----- | ------------------ |
| 1  | Ungheria (bandiera)             | P     | Dániel Kovács      |
| 3  | Danimarca (bandiera)            | D     | Kasper Larsen      |
| 4  | Ungheria (bandiera)             | D     | Csaba Spandler     |
| 5  | Ungheria (bandiera)             | D     | Attila Fiola       |
| 6  | Francia (bandiera)              | C     | Franck Bambock     |
| 7  | Ungheria (bandiera)             | A     | Szabolcs Schön     |
| 9  | Georgia (bandiera)              | A     | Budu Zivzivadze    |
| 10 | Kosovo (bandiera)               | A     | Lirim Kastrati     |
| 19 | Bosnia ed Erzegovina (bandiera) | A     | Kenan Kodro        |
| 20 | Norvegia (bandiera)             | C     | Tobias Christensen |
| 21 | Portogallo (bandiera)           | C     | Rúben Pinto        |

| N. |                               | Ruolo | Calciatore         |
| -- | ----------------------------- | ----- | ------------------ |
| 27 | Ungheria (bandiera)           | A     | Levente Szabó      |
| 28 | Ungheria (bandiera)           | C     | Zsolt Kalmár       |
| 29 | Ungheria (bandiera)           | D     | Zsolt Kojnok       |
| 31 | Macedonia del Nord (bandiera) | D     | Nikola Serafimov   |
| 33 | Ungheria (bandiera)           | D     | Barnabás Bese      |
| 42 | Serbia (bandiera)             | P     | Emil Rockov        |
| 57 | Ungheria (bandiera)           | P     | Martin Dala        |
| 65 | Ungheria (bandiera)           | D     | Szilveszter Hangya |
| 70 | Francia (bandiera)            | A     | Mamoudou Karamoko  |
| 82 | Ungheria (bandiera)           | A     | Zsombor Menyhárt   |
| 83 | Ungheria (bandiera)           | C     | Bence Babos        |